# 瓜杜阿斯
瓜杜阿斯是哥倫比亞的城市，位於該國中部，由昆迪納馬卡省負責管轄，距離首都波哥大105公里，始建於1572年4月20日，海拔高度992米，2005年人口約33,000。

## 外部連結
- Colombian Growth Alliance in Guaduas

5°4′10″N 74°35′53″W / 5.06944°N 74.59806°W